# Jack Scalia
Jack Scalia (n. 10 noiembrie 1950) este un actor american, care a interpretat rolul Nicholas Pearce în filmul serial distribuit de către CBS Dallas, în perioadele 1987-1988 și 1991.

## Filmografie
- Zbor de noapte (2005)